# Cratere Zdravka
Zdravka  è un cratere sulla superficie di Venere.